# 张中丞庙
31°34′55″N 120°16′10″E / 31.58200°N 120.26948°E
张中丞庙又名“忠靖王庙”，民间俗称“大老爷殿”，位于中国江苏省无锡市滨湖区锡山北麓、惠山直街120号，邻近原东岳庙，主祀唐安史之乱时战死于睢阳的御史中丞张巡。

## 历史
该庙宇初建于明成化九年（1473），清康熙、乾隆、道光年间均有重修，咸丰十年（1860）毁于兵燹，现存建筑为同治八年（1869）重建，中轴线上依次为影壁、山门、仪门（内侧二层为戏楼）、大殿和花园，另在西院内设偏殿，配祀睢阳太守许远。其中山门已于1954年因道路扩宽拆除，其他建筑保存完整。
该庙为无锡城区内较重要的祭祀和庙会活动场所，主要包括农历三月十四至十八日的香会、三月廿八的东岳庙会和七月廿五的张巡神诞庙会。

## 画廊
- 影壁
- 仪门
- 张中丞庙戏台